# Кек, Дэвид Дэниелс
Дэ́вид Дэ́ниелс Кек (24 октября 1903 — 10 марта 1995) — американский ботаник, известный своими работами по таксономии и генетике покрытосеменных.

## Биография
Родился в городе Омаха, штат Небраска. В 1925 году он закончил бакалавриат в «Pomona College» и получил степень доктора философии по ботанике в Калифорнийском университете в 1930 году. С 1925 до 1950 года он работал в институте Карнеги в Вашингтоне, в Стэнфордском университете, где он занимался концепциями видов растений вместе с Йенсом Клаузеном (англ. Jens Clausen) и Уильямом Гайзи (англ. William Hiesey). В 1950 году он был назначен главным куратором Нью-Йоркского ботанического сада и оставался там до 1958 года. В 1959 году он в соавторстве с Филиппом Манцем (англ. Philip A. Munz) опубликовал работу «A California Flora». Кек был программным директором отдела систематической биологии в Национальном научном фонде до 1970 года, после чего он переехал в Новую Зеландию. Вернулся в Соединенные Штаты в 1978 году и жил в Медфорде, штат Орегон.